# Fakultet za odgojne i obrazovne znanosti u Osijeku
Fakultet za odgojne i obrazovne znanosti u Osijeku visoko je učilište u sastavu Sveučilišta Josipa Jurja Strossmayera u Osijeku.

## Povijest
Godine 1961. osnovana je Pedagoška akademija, na kojoj su se od početka djelovanja obrazovali nastavnici za rad u osnovnim školama, a od 1972. i odgojitelji predškolske djece.
Akademske godine 1977./78. akademija je prerasla u Pedagoški fakultet, čija je osnivačka prava preuzela tadašnja Zajednica općina Osijek. Akademske godine 1998./99. s radom je počela Visoka učiteljska škola, koja je 1999. pokrenula dislocirani Učiteljski studij u Slavonskom Brodu sve do 2020. godine kada dislocirani studij postaje Odjel društveno-humanističkih znanosti Sveučilišta u Slavonskom Brodu. U akademskim godinama 2003./04. i 2004./05. izvodio se i studij Predškolskog odgoja u Vukovaru.
Akademske godine 2005./06. ime je promijenjeno u Učiteljski fakultet, a od 11. rujna 2014. ustanova se zove Fakultet za odgojne i obrazovne znanosti.

## Ustrojstvo
- Odsjek za cjeloživotno obrazovanje
- Odsjek za društvene znanosti
- Odsjek za filologiju
- Odsjek za prirodne znanosti
- Odsjek za umjetnička područja

## Vanjske poveznice
- Službene stranice  Arhivirana inačica izvorne stranice od 14. srpnja 2016. (Wayback Machine)